# Dominik Małachowski
Dominik Małachowski herbu Grzymała (zm. 1544) – zakonnik, dominikanin, doktor teologii, przeor klasztoru w Krakowie, biskup pomocniczy krakowski w latach 1527–1544.

## Życiorys
Inkardynowany do zakonu dominikanów w klasztorze krakowskim, pełnił funkcję jego przeora. Prekonizowany biskupem pomocniczym krakowskim i biskupem tytularnym Laodycei we Frygii 3 kwietnia 1527. W 1530 ufundował organy do bazyliki św. Trójcy w Krakowie. W tym samym roku uczestniczył w koronacji króla Zygmunta Augusta. Wystarał się, aby dochody z parafii w Wawrzeńczycach przeznaczone były na utrzymanie biskupa pomocniczego. Zmarł w 1544. Pochowany w bazylice św. Trójcy (na płycie nagrobnej podana jest data śmierci 1539).
Pochowany w kościele klasztornym Świętej Trójcy w Krakowie.